# Masala de jengibre y ajo

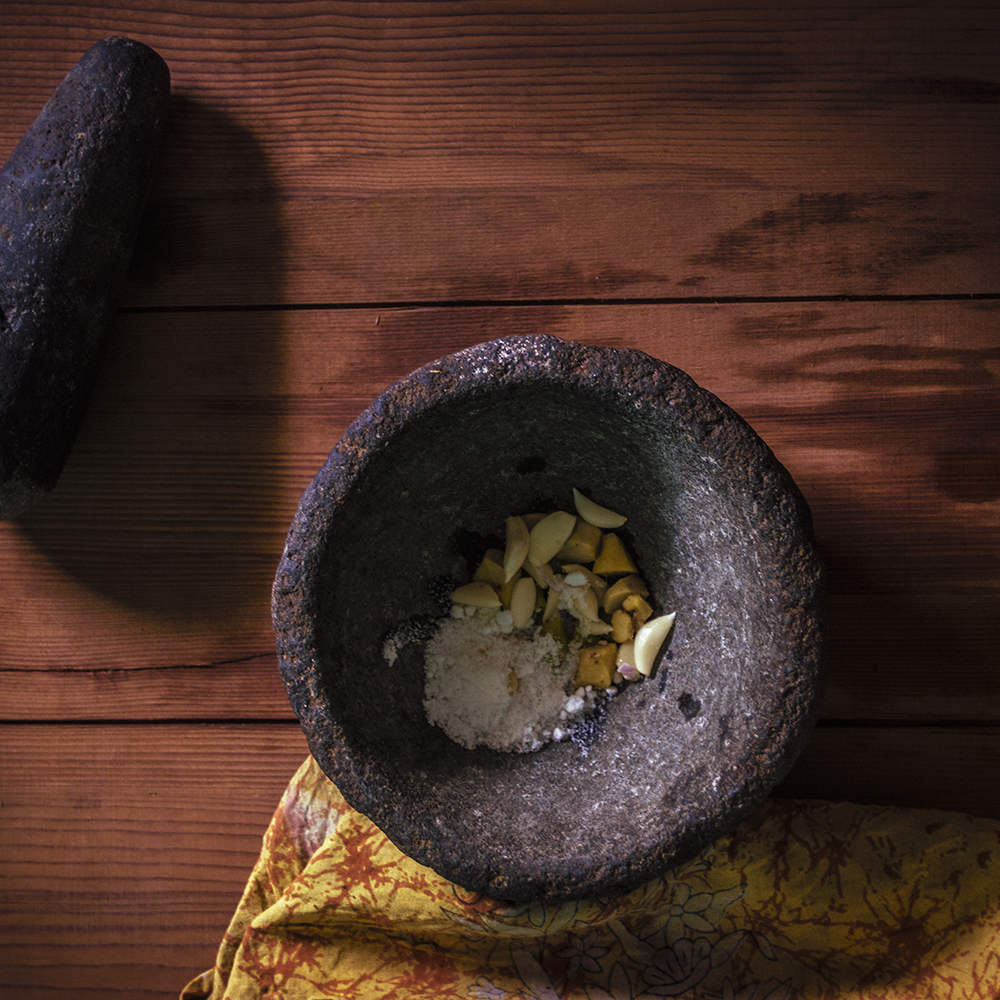
Mortero con ajo y jengibre.

El masala de jengibre y ajo es una mezcla machacada de jengibre crudo y dientes de ajo, propia de la India.
A veces se le agrega sal a la pasta durante su preparación.
Esta mezcla compuesta a menudo es utilizada en la preparación de platillos de  curry y vegetales en numerosas zonas de la India. También es utilizada en la gastronomía de Tailandia y de Italia.
La mezcla posee algunas propiedades beneficiosas y ayuda a realzar el sabor y el aroma de aquellos platillos a los cuales se incorpora. En especial se destacan las propiedades digestivas del jengibre.
Idealmente, la pasta o masala debe estar recién preparada con un mortero. Sin embargo, debido a la escasez de tiempo y la falta de disponibilidad de un mortero, a veces se utiliza un molinillo eléctrico para preparar la pasta. En la actualidad, la pasta también se comercializa como conserva preparada en muchas tiendas.